# Velika Trnovitica
Velika Trnovitica općina je u Hrvatskoj.

## Zemljopis
Nalazi se u središtu Bjelovarsko-bilogorske županije između Bjelovara i Garešnice, udaljena po 30 kilometara od Bjelovara, Daruvara, Čazme i Kutine.

## Povijest
Velika Trnovitica zauzima područje starog posjeda Komarja koje je naseljeno oko 1543. zapravo nekoliko godina prije pada Gerića u turske ruke 1545. Kraj je bio nenaseljen gotovo 150 godina. Posjed Komarje se nalazio u sjeverozapadnom dijelu garićke župe, a upravo na području današnje Velike Trnovitice i zauzimao veće područje od današnjeg sela Velike Trnovitice. Trnovitica je apsolutno staro naselje, a neki zapisi upućuju na crkvu već u 1108. godini.
U centru V. Trnovitice odvaja se cesta koja vodi preko potoka na brežuljak do župne crkve sv. Martina. U popisu župa iz 1334. stoji zanimljiv podatak koji upućuje na današnje ime Trnovitica. Tada je tu zabilježena župna crkva sv. Martina pod imenom "Ecclesia sancti Martini de Twinski", što je stari mađarski naziv za Trnje. Crkva se spominje pod istim imenom i 1501. kada uz taj zapis stoji: "in spinis" što znači "u trnju". To bi bio "Sveti Martin u Trnju, pa je po tome vjerojatno i ime Trnovitica. Područje je bilo bogato šumom, a gdje ima šume, ima i trnja.

## Stanovništvo
Od davnina se Velika Trnovitica ubrajala površinom i brojem stanovnika među najveća sela garešničkog kraja. Broj stanovnika počeo je opadati tek 70-ih godina prošlog stoljeća. Danas je općinsko središte uz koje su vezana naselja: Gornja Ploščica, Gornja Trnovitica, Mala Mlinska, Mala Trnovitica, Mlinski Vinogradi, Nova Ploščica, Velika Mlinska i Velika Trnovitica.
Po popisu stanovništva iz 2001. godine, općina Velika Trnovitica je imala 1661 stanovnika te 559 obiteljskih kućanstava.
Prema popisu stanovništva iz 2001. godine, naselje Velika Trnovitica imalo je 760 stanovnika te 245 obiteljskih kućanstava.
| broj stanovnika | 2402  | 2298  | 2359  | 3247  | 3721  | 3772  | 3691  | 3856  | 3616  | 3475  | 3147  | 2591  | 2056  | 1836  | 1661  | 1370  | 1091  |
|                 | 1857. | 1869. | 1880. | 1890. | 1900. | 1910. | 1921. | 1931. | 1948. | 1953. | 1961. | 1971. | 1981. | 1991. | 2001. | 2011. | 2021. |

| broj stanovnika | 1290  | 1257  | 1294  | 1394  | 1425  | 1926  | 1886  | 1986  | 1305  | 1302  | 1199  | 1078  | 828   | 808   | 760   | 631   | 486   |
|                 | 1857. | 1869. | 1880. | 1890. | 1900. | 1910. | 1921. | 1931. | 1948. | 1953. | 1961. | 1971. | 1981. | 1991. | 2001. | 2011. | 2021. |

### Naselje Velika Trnovitica
- 2001. – 760
- 1991. – 808 (Hrvati – 760, Srbi – 6, Jugoslaveni – 3, ostali – 39)
- 1981. – 828 (Hrvati – 729, Jugoslaveni – 15, Srbi – 3, ostali – 81)
- 1971. – 1078 (Hrvati – 971, Srbi – 10, ostali – 97

## Uprava
Trenutno[kada?] vlast u općini obnaša HDZ na čelu s načelnikom Ivanom Markovićem.
Velika Trnovitica je općinsko središte pod čiju upravu spadaju još sela: Velika Mlinska, Mala Mlinska, Mlinski Vinogradi ili Gornja Trnovitica, Gornja Plošćica, Nova Ploščica te Mala Trnovitica.

## Gospodarstvo
Općina V. Trnovitica je izrazito poljoprivredni kraj. Ima dosta kooperanata, kako u stočarskoj, tako i u ratarskoj proizvodnji, gdje je tradicionalna proizvodnja povrća. Na području općine radi farma kapaciteta oko 1200 komada tovljenih svinja u turnusu, odnosno kroz godinu 3000 komada. Osim poljoprivrednog dijela postoji i pogon tekstila "Atali" koji radi za domaće tržište, a dijelom i za stranog kupca. Tu je i nakladničko-izdavačka djelatnost i trgovina knjiga, trgovina građevinskog materijala, te nekoliko trgovina prehrambenim proizvodima. Također u području projektiranja i arhitekture tu je i firma "Proart-ing" jedan od najvećih projektnih ureda u županiji.

## Poznate osobe
- Srećko Božičević – geolog i speleolog

## Spomenici i znamenitosti
Spomenik nulte kategorije je crkva sv. Martina u Velikoj Trnovitici, a trenutno je u ishođenju da se i jedna od najstarijih škola u županiji proglasi spomenikom kulture i to stara škola u Velikoj Trnovitici koja je još nekad bila vojna škola za vrijeme Austro-Ugarske. 

## Obrazovanje
- OŠ Trnovitica osnovana 1759. godine
  - Područna OŠ: Područni odjel Nova Ploščica

## Kultura
Na području općine tradicionalno djeluje više društava.
- DVD Velika Trnovitica
- KUD Trnovitica

## Šport
- NK Moslavina
- ŠRD Klen

## Vanjske poveznice
- Službene stranice općine Velika Trnovitica
- Osnovna škola Trnovitica  Arhivirana inačica izvorne stranice od 6. siječnja 2011. (Wayback Machine)